# Markuszów (gemeente)
De gemeente Markuszów is een landgemeente in het Poolse woiwodschap Lublin, in powiat Puławski.
De zetel van de gemeente is in Markuszów.
Op 30 juni 2004 telde de gemeente 3021 inwoners.

## Oppervlakte gegevens
In 2002 bedroeg de totale oppervlakte van gemeente Markuszów 40,39 km², waarvan:
- agrarisch gebied: 84%
- bossen: 8%

De gemeente beslaat 4,33% van de totale oppervlakte van de powiat.

## Demografie
Stand op 30 juni 2004:
| Omschrijving                   | Totaal | Totaal | Vrouwen | Vrouwen | Mannen | Mannen |
| ------------------------------ | ------ | ------ | ------- | ------- | ------ | ------ |
| eenheid                        | aantal | %      | aantal  | %       | aantal | %      |
| inwoners                       | 3021   | 100    | 1494    | 49,5    | 1527   | 50,5   |
| bevolkingsdichtheid (inw./km²) | 74,8   | 74,8   | 37      | 37      | 37,8   | 37,8   |

In 2002 bedroeg het gemiddelde inkomen per inwoner 1446,48 zł.

## Administratieve plaatsen (sołectwo)
Bobowiska, Góry, Kaleń, Kolonia Góry, Łany, Markuszów, Olempin, Olszowiec, Wólka Kątna, Zabłocie.

## Aangrenzende gemeenten
Abramów, Garbów, Kurów, Nałęczów
- Bibliothèque nationale de France: cb11958846b (data)
- Library of Congress Control Number: n82065364
- Virtual International Authority File: 154790846